# فيرنر تساير
فيرنر تساير (بالألمانية: Werner Zeyer) (مواليد 25 مايو 1929 في أوبرتال - 26 مارس 2000 في ساربروكن)، كان محامي سياسي ألماني ينتمي إلى حزب الاتحاد الديمقراطي المسيحي. شغل في الفترة من 5 يوليو 1979 إلى 9 أبريل 1985 منصب رئيس وزراء ولاية سارلاند.

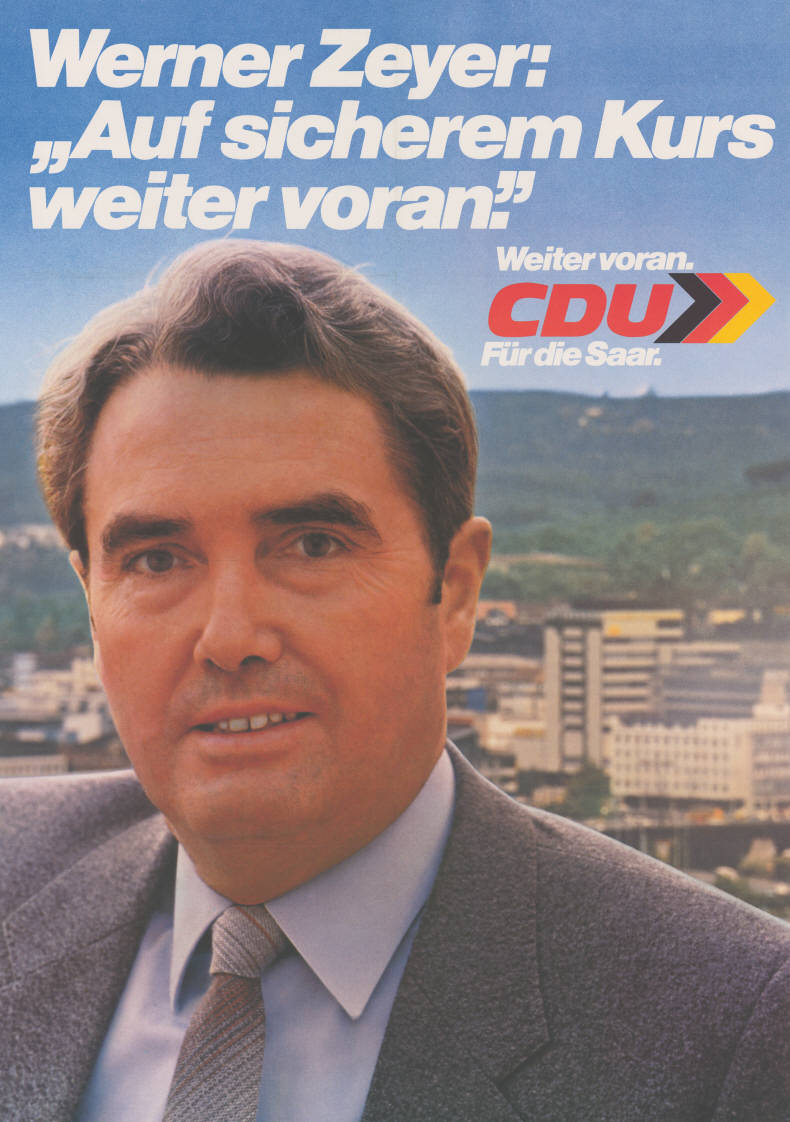
مُلصق انتخابي لانتخابات الولاية في سارلاند 1980

## روابط خارجية
- فيرنر تساير على موقع مونزينجر (الألمانية)
- فيرنر تساير على موقع ميوزك برينز (الإنجليزية)
- فيرنر تساير على موقع ديسكوغز (الإنجليزية)